# Cvočkařství

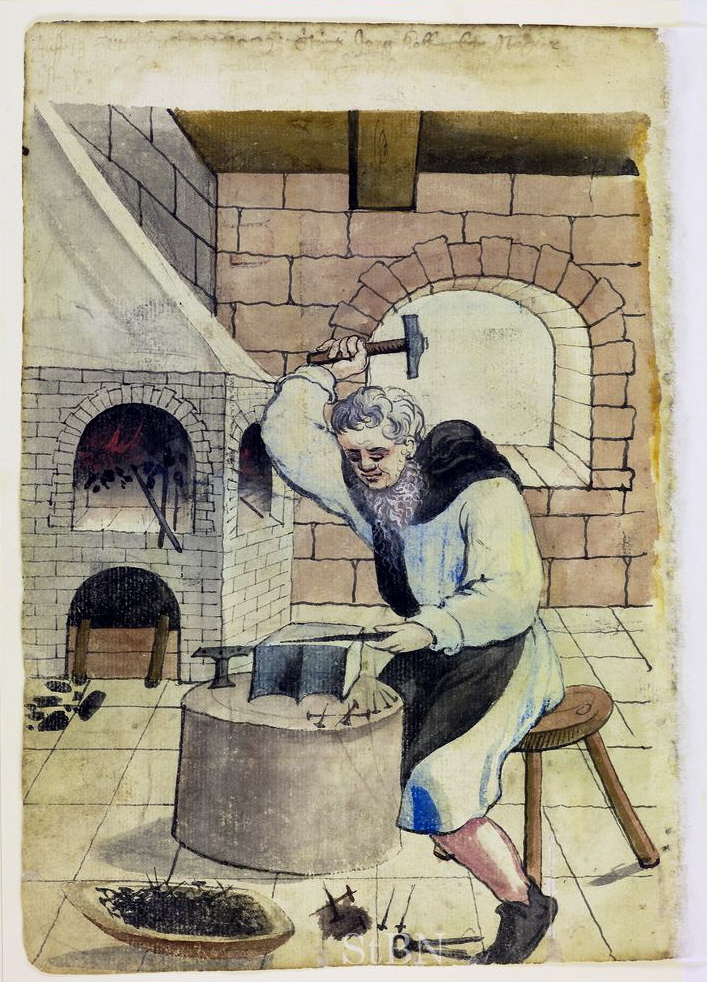
Cvokař na kresbě z roku 1529

Cvočkařství, cvokařství, cvočkařina alias výroba hřebíků bylo jedno z nejtvrdších řemesel 17.–20. století, které zaniklo po 2. světové válce, kdy převzaly celou výrobu továrny.
Cvokařské řemeslo obnášelo denně až 40 tisíc úderů kladivem na jednoho cvokaře, což za týden dělalo asi 10 tisíc hřebíků.
Hřebíky se lišily nejen svou velikostí, nýbrž i ukováním své hlavy podle toho, jakým účelům měly sloužit. Podle své funkce byly nazývány podlažníky, laťové, prkeňáky, podkováky, zatloukací, vratové, šindeláky, pantováky, rámové, rákosníky, zámkové a kolejnicové. Ve starých cenících vyskytují se ještě hřebíky anglické, ruské, francouzské, německé a saské. Rozdíl mezi nimi spočíval obyčejně ve zpracování hlavy. Jeden druh se nazýval erární, protože sloužil k podkování koní. Cvokaři vyráběli též drobné hřebíky pro potřeby obuvníků – zvané štemlované či pifle – které se zatloukaly do podešví bot. Cvočky, jimž se říkalo slováčkové, se přitloukaly do podkovek mužských a chlapeckých bot. Pro cukrovary vyráběli cvokaři cvoky pocínované, sloužily ke spájení homolových forem.
Podle druhu hřebíků byl jmenován zpočátku i jejich výrobce. Kdo vyráběl malé hřebíky, slul původně cvočkař, výrobce středních hřebíků cvokař a kovář velkých hřebů nazýval se hřebíkář. Alternativní názvy pro osobu provozující tuto živnost: cvokař, cvočkař, hřebíkář, občas byli zmiňováni i jako kováři.

## Cvočkařská tradice v Brdech

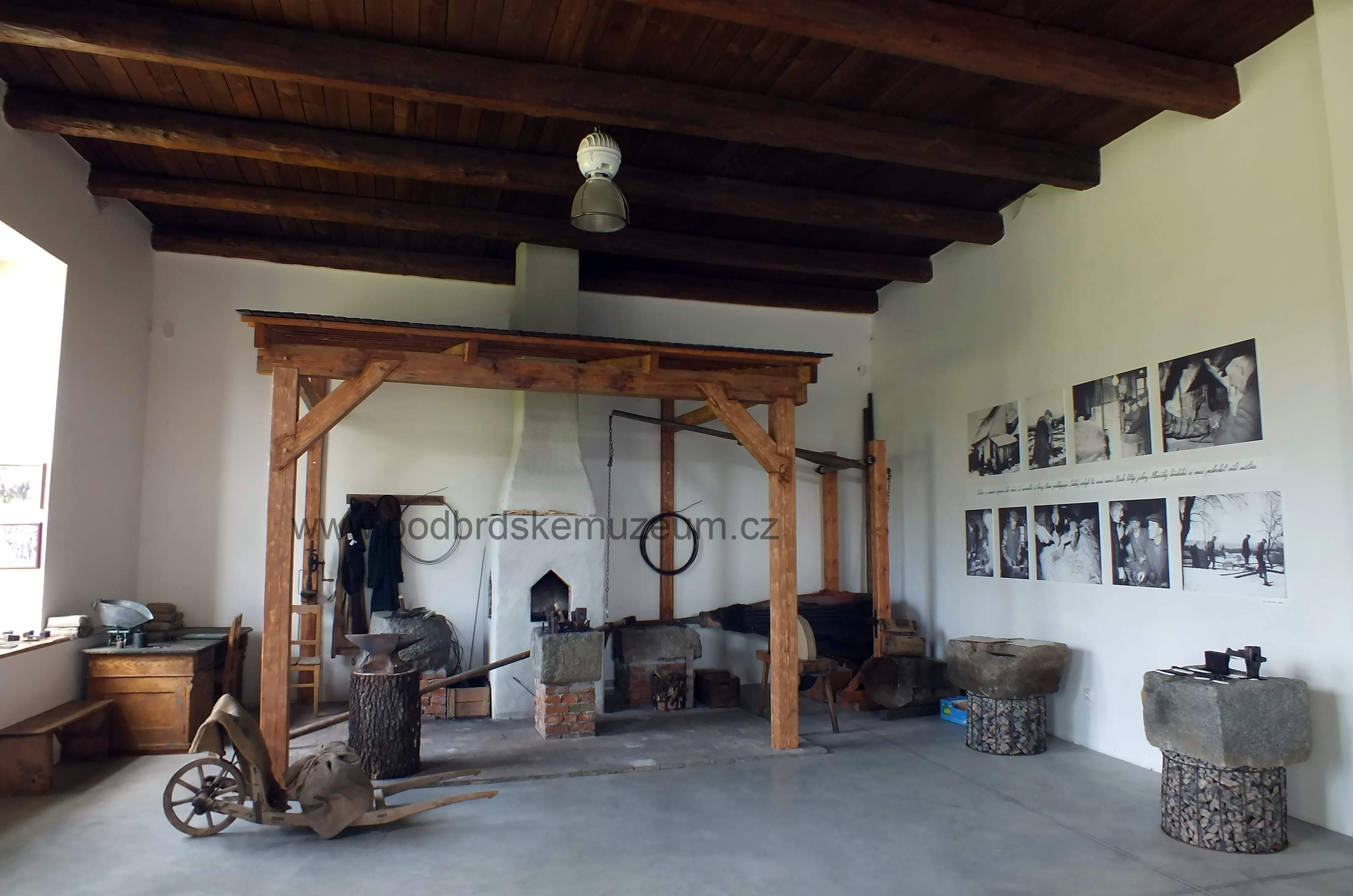
Interaktivní veřtat v Podbrdském muzeu

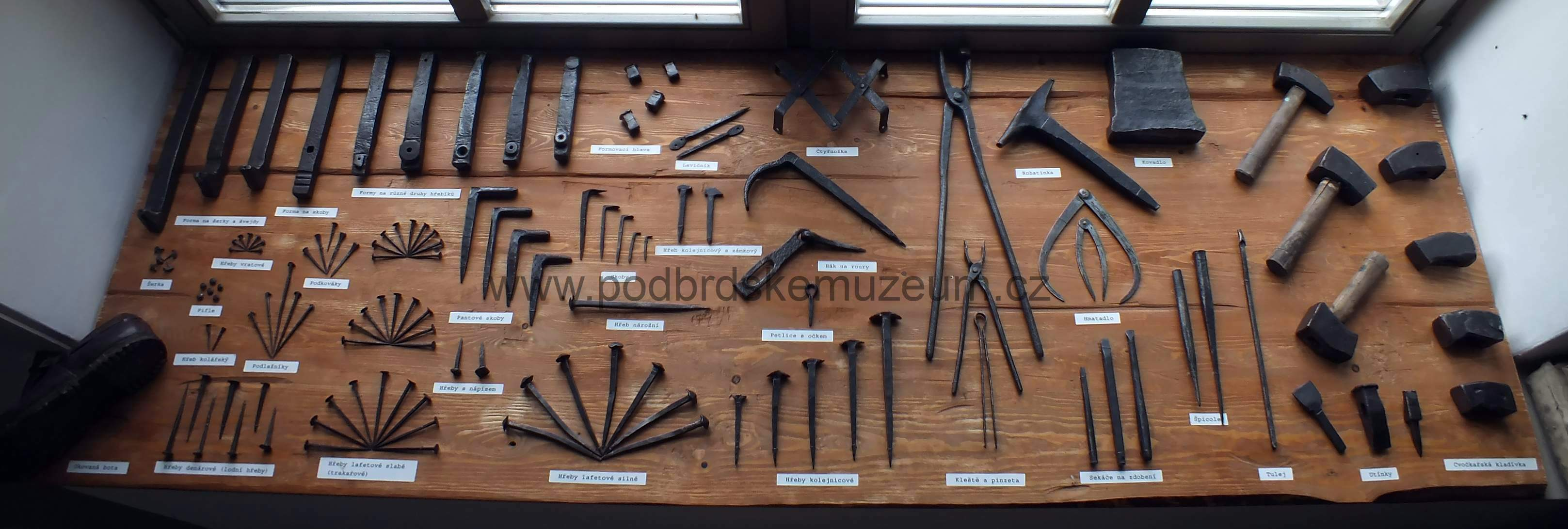
Vzorník výrobků a nástrojů cvočkařů

Historicky se toto řemeslo silně rozmohlo v Brdech, kde byla již od středověku tradice zpracovávání železa. Zdejší cvočkařské řemeslo se rozmohlo na počátku 18. století. Stopy po tomto řemesle zde lze najít po celém kraji, ale nejvíce kolem čtyř hlavních center – Hořovic, Mýta, Hostomic a Rožmitále. Neméně významným centrem byla i obec Cheznovice, kde bylo 25 cvokařských dílen se 147 dělníky. Jenom v blízkém okolí Rožmitálu bylo počátkem 20. století na 100 dílen a žilo tu přibližně 500 cvokařů a to zejména ve Starém Rožmitále, kde se nachází i Cvočkařská ulice. Zdejší cvočkaře od poloviny 19. století začala ohrožovat tovární výroba. V roce 1892 bylo založeno první výrobní družstvo, které mělo uhájit, aby byly zdejší výrobky prodávány za slušnou cenu. Hospodářská krize dovedla mnoho cvočkařů do konkurenčních bojů o holé přežití a změna nastala až po skončení 2. světové války, kdy se začaly opět formovat výrobní družstva. Později se zdejší výroba tradiční cvokařiny dostala do pozadí až ustala téměř úplně.
Cvočkařství je věnována stálá expozice v Podbrdském muzeu v Rožmitále pod Třemšínem a Cvokařské muzeum ve Starém Rožmitále.

### Cvočkařská dílna dle popisu Jana Čáky
Cvořkařská dílna (veřtat) byla zpravidla čtvercová místnost v jejímž středu stál komín s výhní a měchem. Ve výhni se topilo dřevěným uhlím, později koksem. Do ohniště vedly čtyři otvory ze všech stran a pod každým stál cvokařský špalek (dříve dřevěný, později kamenný), do nějž byla zapuštěna kovadlina – kovadlo (v severní části Brd jí říkali babka). Proti kovadlu byla usazena tokna – železný klín s otvorem, do kterého se zasazovala forma. Kovadlo a tokna byly na každém špalku dvakrát, aby zde mohli pracovat dva cvočkaři. Forma byla železný hranol s otvorem na kraji, který odpovídal tvaru těla hřebíku. V tokně upevněná (tzv. zacvikovaná) forma ležela jedním koncem na kovadlu. Jako materiál pro výrobu hřebíků se původně používaly cány – přibližně metrové pruty kujného železa. Ty v minulosti v Brdech vyráběly speciální cánhamry přímo pro cvočkaře. Od 2. poloviny 19. století se dovážel drát z válcoven. Základními nástroji cvočkaře bylo několik kladiv zvláštního tvaru a různé velikosti a váhy. Dále souprava kleští (tzv. lapačky, rocangle a špicangle), ke kterým patřily i kluchtě, což byla pinzeta na přidržování nejmenších cvočků. Mezi pomůcky cvokařů patřil i zvedák či lufťák, železo, kterým se vystrkovaly z formy větší hřebíky.